# 林擎天
林擎天（?—?），清朝政治人物。

## 生平
1781年上任台灣府儒學訓導，隸屬於台灣道台灣府，為台灣清治時期的地方官員，該官職主要從事台灣府境內之教育行政部分，受台灣府儒學教授制約，該官職亦通常為閩籍，語言可與台灣人互作溝通，事實上，教學上也以閩南語為主，官話為輔。